# USS New York (1820)
«Нью-Йорк» (англ. USS New York) — американський лінійний корабель.

## Історія створення
«Нью-Йорк» був одним з 9 лінійних кораблів, замовлених Конгресом США 29 квітня 1816 року.
Корабель був закладений у травні 1822 року на верфі «Norfolk Navy Yard». Будівництво було завершене у травні 1825 року. Але корабель так і не був введений в експлуатацію.
20 квітня 1861 року, після початку громадянської війна в США, корабель був спалений, щоб не потрапив у руки армії Півдня.